# Houeydets
Houeydets est une commune française située dans l'est du département des Hautes-Pyrénées, en région Occitanie. Sur le plan historique et culturel, la commune est dans la région gasconne de Magnoac, située sur le plateau de Lannemezan, qui reprend une partie de l’ancien Nébouzan, qui possédait plusieurs enclaves au cœur de la province de Comminges et a évolué dans ses frontières jusqu’à plus ou moins disparaitre.
Exposée à un climat de montagne, elle est drainée par la Baïse, la Baisole et par divers autres petits cours d'eau.
Houeydets est une commune rurale qui compte 284 habitants en 2022. Elle fait partie de l'aire d'attraction de Lannemezan. Ses habitants sont appelés les Houeydetsois ou  Houeydetsoises.

## Géographie

### Localisation
La commune de Houeydets se trouve dans le département des Hautes-Pyrénées, en région Occitanie.
Elle se situe à 24 km à vol d'oiseau de Tarbes, préfecture du département, à 20 km de Bagnères-de-Bigorre, sous-préfecture, et à 9 km de Tournay, bureau centralisateur du canton de la Vallée de l'Arros et des Baïses dont dépend la commune depuis 2015 pour les élections départementales.
La commune fait en outre partie du bassin de vie de Lannemezan.
Les communes les plus proches sont : 
Bégole (2,0 km), Campistrous (2,2 km), Castelbajac (2,5 km), Caharet (3,3 km), Lagrange (3,8 km), Burg (3,9 km), Lutilhous (3,9 km), Bonrepos (4,0 km).
Sur le plan historique et culturel, Houeydets fait partie de la région gasconne de Magnoac, située sur le plateau de Lannemezan, qui reprend une partie de l’ancien Nébouzan, qui possédait plusieurs enclaves au cœur de la province de Comminges et a évolué dans ses frontières jusqu’à plus ou moins disparaitre.

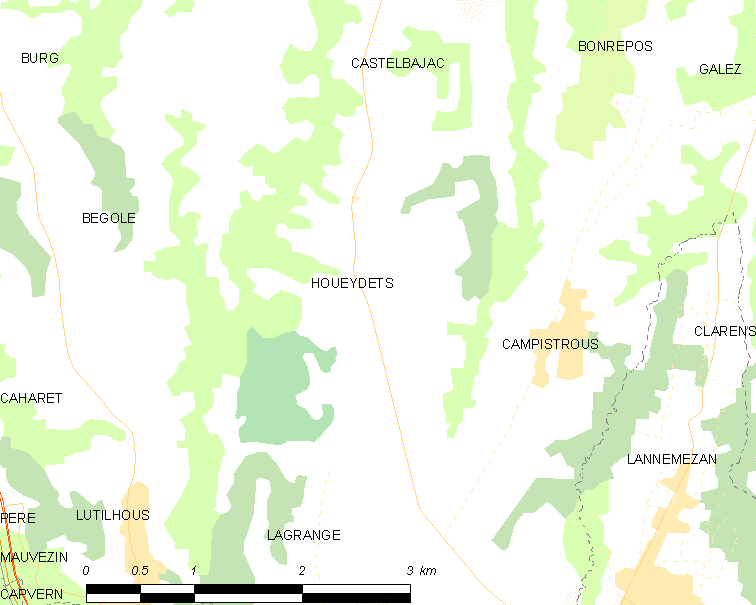
Carte de la commune de Houeydets et des proches communes.

|                       | Castelbajac |             |
| Bégole                | Houeydets   | Campistrous |
| Lutilhous (sur 100 m) | Lagrange    |             |

### Hydrographie
La commune est dans le bassin versant de la Garonne, au sein du bassin hydrographique Adour-Garonne. Elle est drainée par le Baïse, la Baisole, Rieu du Tou, le ruisseau Lanclou, le ruisseau Las Cantères et par un petit cours d'eau, constituant un réseau hydrographique de 9 km de longueur totale,.
La Baïse, d'une longueur totale de 187,6 km, prend sa source dans la commune de Capvern et s'écoule vers le nord. Il traverse la commune et se jette dans la Garonne à Saint-Léger, après avoir traversé 52 communes.
La Baisole, d'une longueur totale de 47,2 km, prend sa source dans la commune de Campistrous et s'écoule vers le nord. Il traverse la commune et se jette dans la Baïse à Saint-Michel, après avoir traversé 21 communes.

### Climat
Le climat est tempéré de type océanique, en raison de l'influence proche de l'océan Atlantique situé à peu près 150 km plus à l'ouest. La proximité des Pyrénées fait que la commune profite d'un effet de foehn, il peut aussi y neiger en hiver, même si cela reste inhabituel.
| Mois                              | jan.  | fév.  | mars  | avril | mai   | juin  | jui.  | août  | sep.  | oct.  | nov.  | déc.  | année   |
| --------------------------------- | ----- | ----- | ----- | ----- | ----- | ----- | ----- | ----- | ----- | ----- | ----- | ----- | ------- |
| Température minimale moyenne (°C) | 1     | 2     | 4     | 6     | 9     | 13    | 15    | 15    | 12    | 9     | 4     | 2     | 7,7     |
| Température moyenne (°C)          | 5,2   | 5,6   | 8,4   | 10,1  | 13,8  | 17,8  | 18,6  | 18,8  | 16,4  | 13,5  | 7,5   | 5,5   | 11,8    |
| Température maximale moyenne (°C) | 10    | 11    | 14    | 15    | 19    | 22    | 25    | 25    | 23    | 19    | 14    | 11    | 17,3    |
| Ensoleillement (h)                | 108,8 | 118,8 | 155,6 | 157,2 | 181,3 | 191,5 | 215,5 | 196,4 | 194,5 | 164,4 | 124,4 | 104,4 | 1 912,8 |
| Précipitations (mm)               | 98,6  | 63,3  | 99    | 108,2 | 137   | 87,1  | 72,6  | 70,5  | 69,5  | 81,9  | 101,4 | 97,4  | 1 086   |

### Milieux naturels et biodiversité
Aucun espace naturel présentant un intérêt patrimonial n'est recensé sur la commune dans l'inventaire national du patrimoine naturel,,.

## Urbanisme

### Typologie
Au 1er janvier 2024, Houeydets est catégorisée commune rurale à habitat dispersé, selon la nouvelle grille communale de densité à sept niveaux définie par l'Insee en 2022.
Elle est située hors unité urbaine. Par ailleurs la commune fait partie de l'aire d'attraction de Lannemezan, dont elle est une commune de la couronne,. Cette aire, qui regroupe 65 communes, est catégorisée dans les aires de moins de 50 000 habitants,.

### Occupation des sols
L'occupation des sols de la commune, telle qu'elle ressort de la base de données européenne d’occupation biophysique des sols Corine Land Cover (CLC), est marquée par l'importance des territoires agricoles (65,8 % en 2018), une proportion identique à celle de 1990 (65,8 %). La répartition détaillée en 2018 est la suivante : 
zones agricoles hétérogènes (57,5 %), forêts (34,2 %), prairies (8,3 %).
L'IGN met par ailleurs à disposition un outil en ligne permettant de comparer l’évolution dans le temps de l’occupation des sols de la commune (ou de territoires à des échelles différentes). Plusieurs époques sont accessibles sous forme de cartes ou photos aériennes : la carte de Cassini (XVIIIe siècle), la carte d'état-major (1820-1866) et la période actuelle (1950 à aujourd'hui).

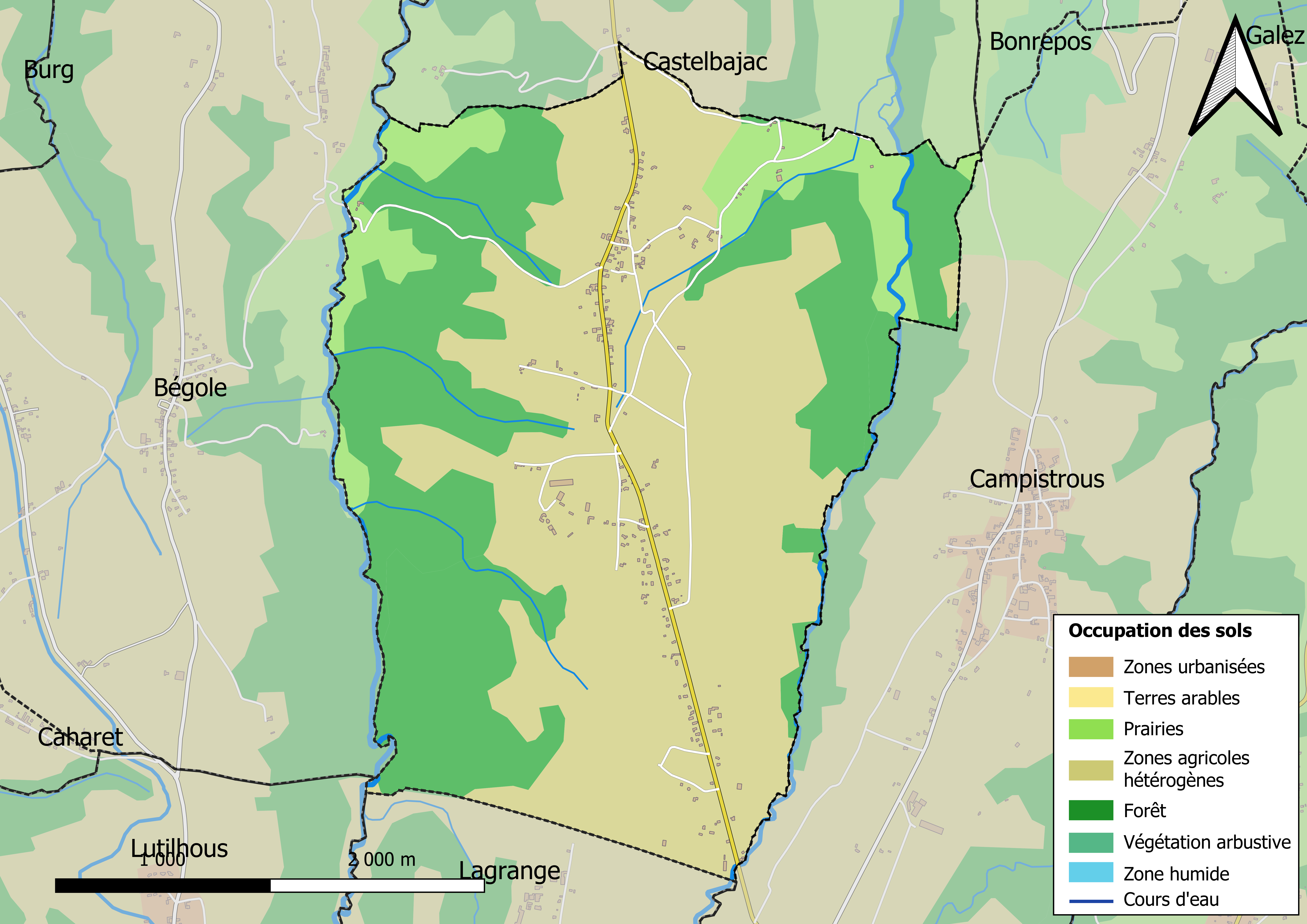
Carte des infrastructures et de l'occupation des sols en 2018 (CLC) de la commune.
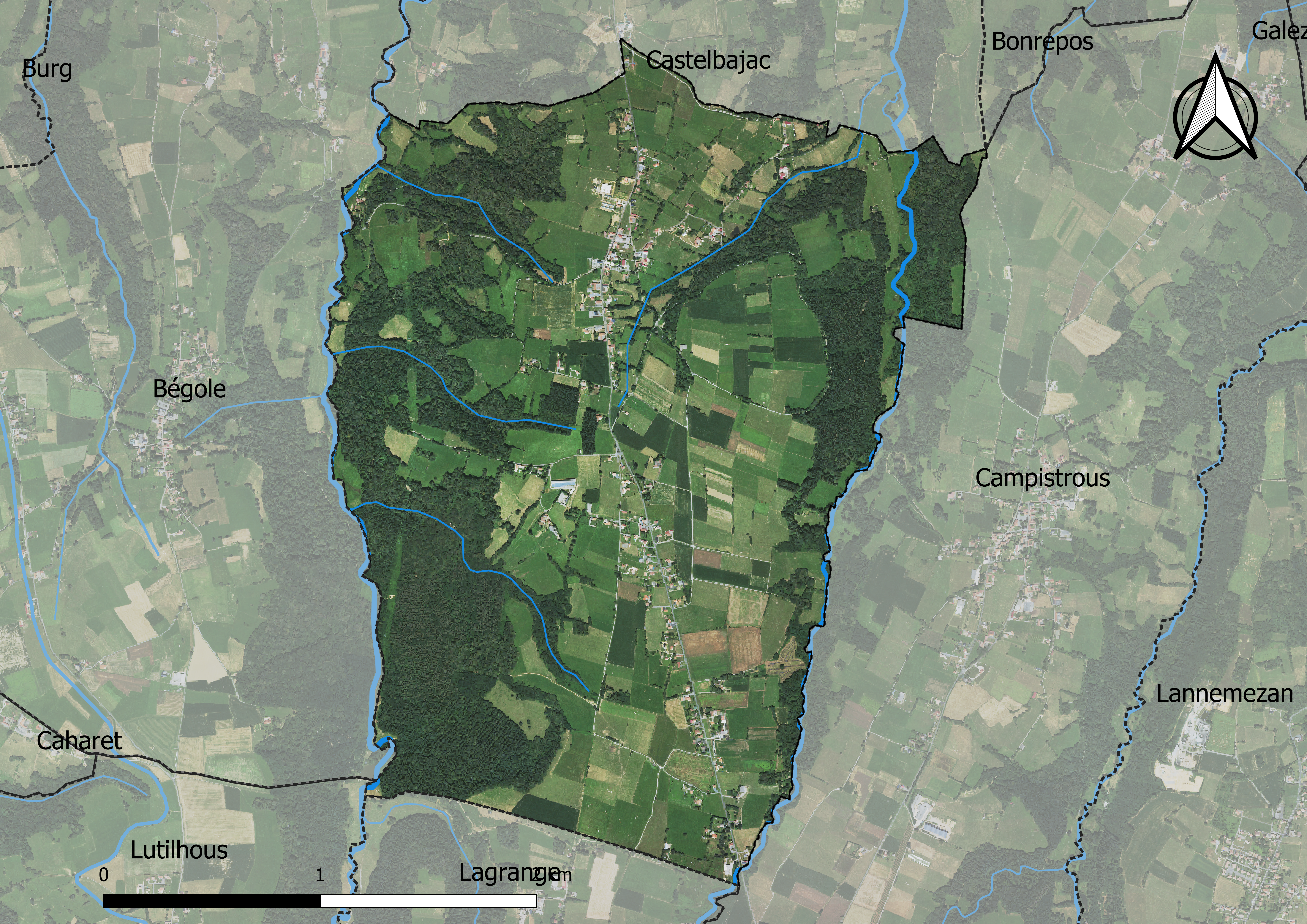
Carte orthophotogrammétrique de la commune.

### Morphologie urbaine
Le village est divisé en deux parties : la partie groupée où les habitations sont proches voire collées les unes aux autres avec la mairie et l'église. L'autre partie est composée de maisons et de fermes espacées par des champs. Du village, on peut observer la chaîne des Pyrénées et par temps clair on peut observer le pic du Midi de Bigorre. Le village possède un chemin balisé pour la randonnée. La commune est traversée par la Baïsole.

### Logement
En 2012, le nombre total de logements dans la commune est de 127.

Parmi ces logements, 80.2  % sont des résidences principales, 5.7  % des résidences secondaires  14.0  %  des logements vacants.

### Voies de communication et transports
Cette commune est desservie par la route départementale D 17.

## Toponymie

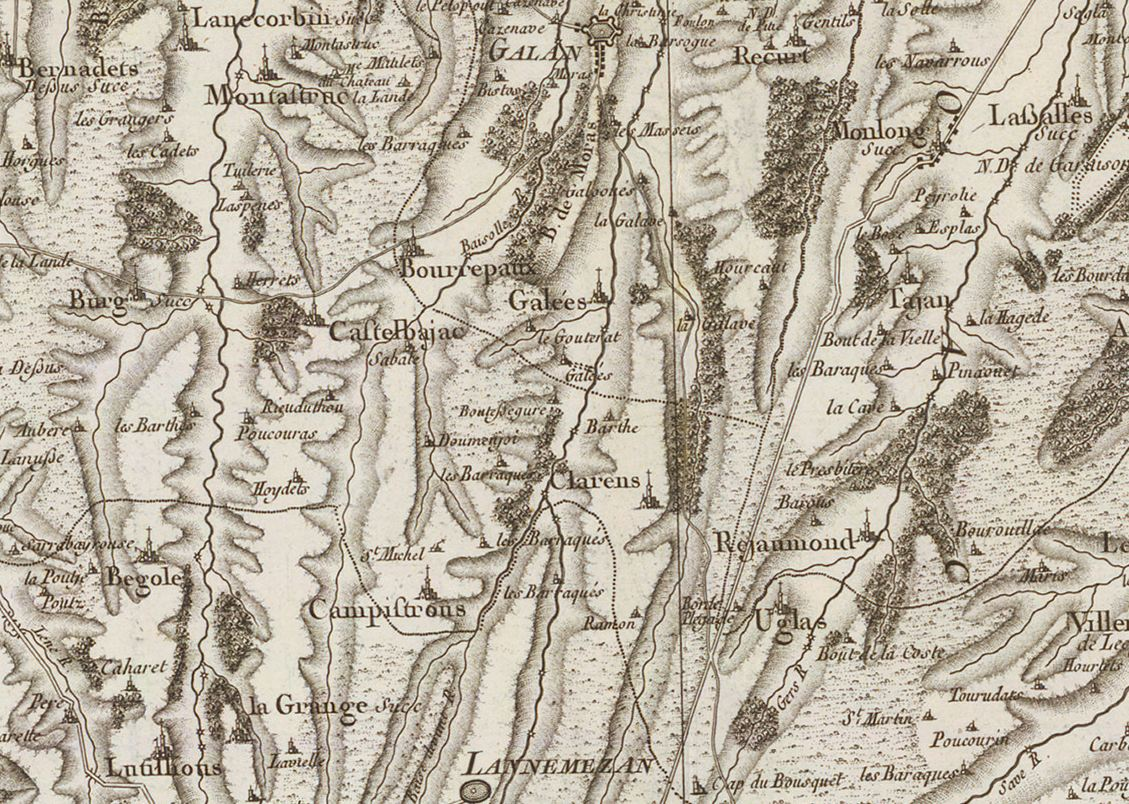
Extrait de la carte de Cassini (entre 1756 et 1789) situant Houeydets à l'ouest de Lannemezan

On trouvera les principales informations dans le Dictionnaire toponymique des communes des Hautes-Pyrénées de Michel Grosclaude et Jean-François Le Nail qui rapporte les dénominations historiques du village :
Dénominations historiques :
- Hoydets, (fin XVIIIe siècle, carte de Cassini) ;
- Houeydets/Houydets, (dict. de Lejosne).

Nom occitan : Hueidèth.

## Histoire
Autrefois les communes de Castelbajac (marquisat de Castelbajac en 1352) et de Houeydets (devenue commune autonome en 1865) étaient soudées au sein de la commune de Chatillon-en-Bigorre.

Houeydets fut créée par démembrement de la commune de Castelbajac en 1865. Sur la commune de Houeydets, on peut retrouver des vestiges de la préhistoire (mottes plus ou moins fortifiés, tombelles, urnes). La commune de Houeydets possédait autrefois une école accolée à la mairie, maintenant fermée. En 1841 à Houeydets, les cours deviennent à temps plein (mais jusqu'en 1847, l’école n’était ouverte que cinq ou six mois par an). 1847 : école ouverte toute l’année. 1914 : classe mixte. L’école de Houeydets comporte alors deux salles de classe et deux appartements de fonction. En 1930 et 1931, arrivée de l’électricité à Houeydets.

### Cadastre napoléonien de Houeydets
Le plan cadastral napoléonien de Houeydets est consultable sur le site des archives départementales des Hautes-Pyrénées.

## Politique et administration

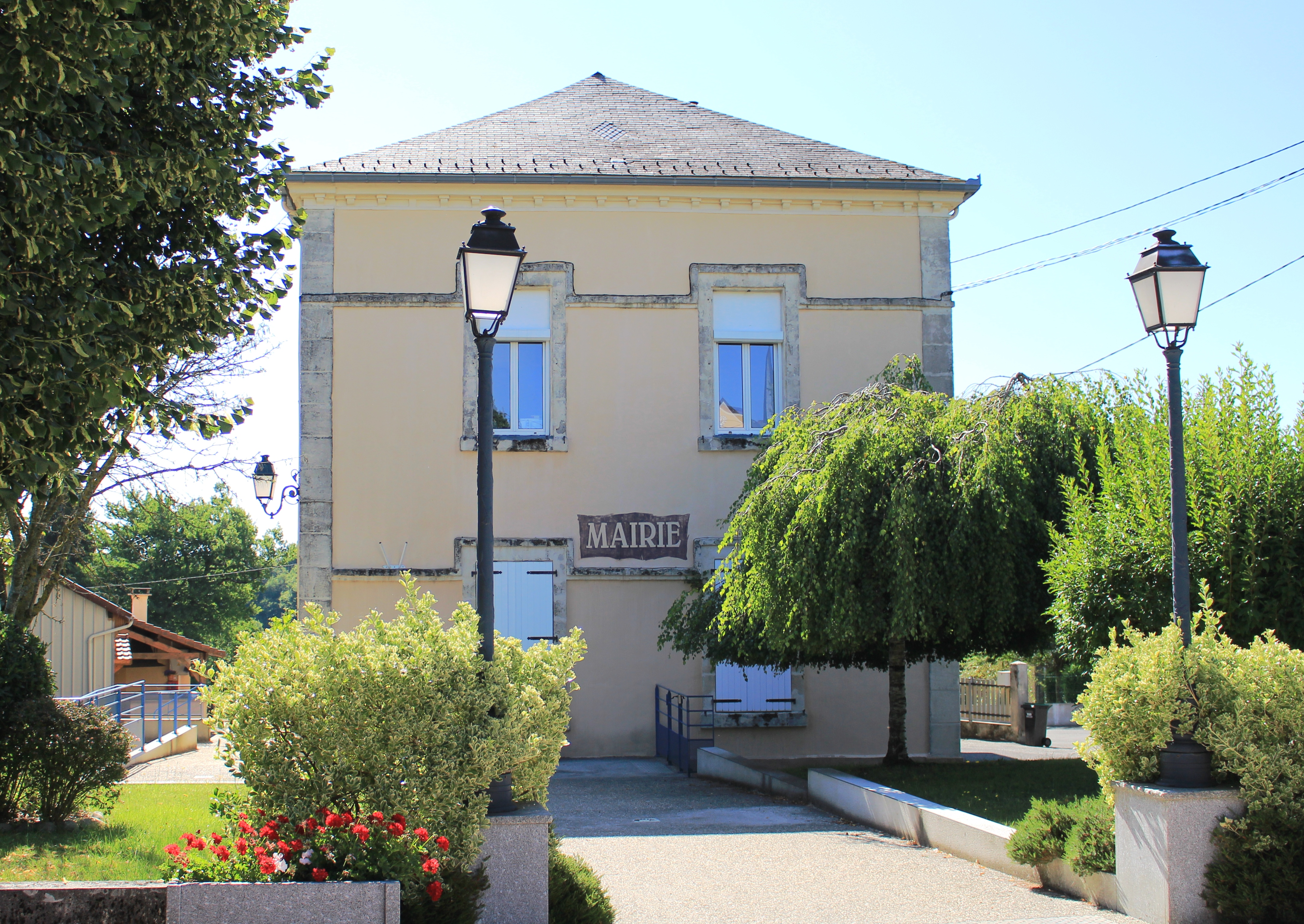
La mairie en 2019.

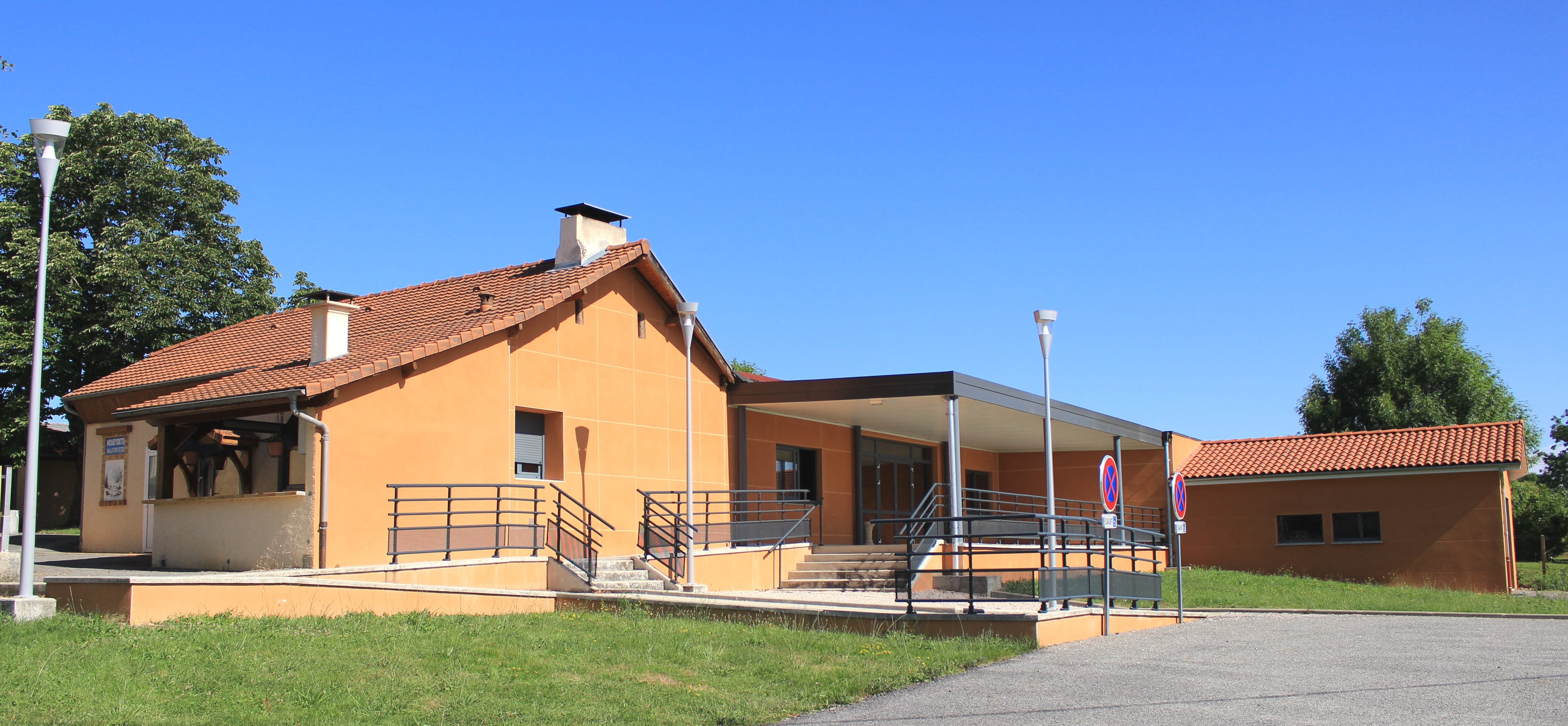
Le foyer rural en 2019.

### Liste des maires
| Période                                  | Période   | Identité           | Étiquette | Qualité |
| ---------------------------------------- | --------- | ------------------ | --------- | ------- |
| Les données manquantes sont à compléter. |           |                    |           |         |
|                                          |           |                    |           |         |
| mars 2001                                | mars 2014 | Jean-Paul Duffourc |           |         |
| mars 2014                                | En cours  | André Quinon       |           |         |

### Rattachements administratifs et électoraux

#### Historique administratif
Pays et sénéchaussée de Bigorre, quarteron de Tarbes, marquisat de Castelbajac, canton de Galan (depuis 1790). Quartier de Castelbajac érigée en commune en 1865.

#### Intercommunalité
Houeydets appartient à la communauté de communes du Plateau de Lannemezan Neste-Baronnies-Baïses créée en janvier 2017 et qui réunit 57 communes.

## Population et société

### Démographie

#### Évolution démographique
| 1866 | 1876 | 1881 | 1886 | 1891 | 1896 | 1901 | 1906 | 1911 |
| ---- | ---- | ---- | ---- | ---- | ---- | ---- | ---- | ---- |
| 353  | 361  | 335  | 372  | 405  | 407  | 416  | 418  | 390  |

| 1921 | 1926 | 1931 | 1936 | 1946 | 1954 | 1962 | 1968 | 1975 |
| ---- | ---- | ---- | ---- | ---- | ---- | ---- | ---- | ---- |
| 334  | 316  | 265  | 259  | 202  | 216  | 214  | 184  | 191  |

| 1982 | 1990 | 1999 | 2006 | 2008 | 2013 | 2018 | 2022 | - |
| ---- | ---- | ---- | ---- | ---- | ---- | ---- | ---- | - |
| 212  | 202  | 183  | 217  | 227  | 238  | 276  | 284  | - |

L'accroissement de la population à partir des années 1970 s'est faite dans le lotissement Castagnou, situé entre Lannemezan et le village, puis entre ce lotissement et le village, avec une vingtaine de nouvelles maisons, profitant de la proximité avec Lannemezan.

### Enseignement
La commune dépend de l'académie de Toulouse. Elle ne dispose plus d'école en 2016.

### Manifestations culturelles et festivités
La fête du village a lieu généralement en juillet à côté de la Graouette au cours de laquelle les habitants se réunissent pour manger.
Une discothèque a longtemps été installée dans le village (de 1980 à 1995).

### Sports
Le Tour de France 2003, lors de la 15e étape (Bagnères-de-Bigorre – Luz-Ardiden), est passé à Houeydets sur la route départementale D 17.

## Économie

### Revenus
En 2018, la commune compte 120 ménages fiscaux, regroupant 268 personnes. La médiane du revenu disponible par unité de consommation est de 21 240 € (20 420 € dans le département).

### Emploi
|                | 2008  | 2013  | 2018  |
| -------------- | ----- | ----- | ----- |
| Commune        | 4,1 % | 7,3 % | 6,7 % |
| Département    | 7,7 % | 9,4 % | 9,8 % |
| France entière | 8,3 % | 10 %  | 10 %  |

En 2018, la population âgée de 15 à 64 ans s'élève à 165 personnes, parmi lesquelles on compte 80,6 % d'actifs (73,9 % ayant un emploi et 6,7 % de chômeurs) et 19,4 % d'inactifs,. Depuis 2008, le taux de chômage communal (au sens du recensement) des 15-64 ans est inférieur à celui de la France et du département.
La commune fait partie de la couronne de l'aire d'attraction de Lannemezan, du fait qu'au moins 15 % des actifs travaillent dans le pôle,. Elle compte 18 emplois en 2018, contre 16 en 2013 et 20 en 2008. Le nombre d'actifs ayant un emploi résidant dans la commune est de 125, soit un indicateur de concentration d'emploi de 14,3 % et un taux d'activité parmi les 15 ans ou plus de 59,6 %.
Sur ces 125 actifs de 15 ans ou plus ayant un emploi, 16 travaillent dans la commune, soit 13 % des habitants. Pour se rendre au travail, 94,4 % des habitants utilisent un véhicule personnel ou de fonction à quatre roues, 2,4 % s'y rendent en deux-roues, à vélo ou à pied et 3,2 % n'ont pas besoin de transport (travail au domicile).

### Activités
L'économie du village réside dans l'agriculture ; il y a beaucoup de fermes et de champs aux alentours du village, la plupart élèvent des porcs et des vaches. On y cultive souvent du maïs. La chasse est abondante dans les forêts aux alentours.

## Culture locale et patrimoine

### Lieux et monuments

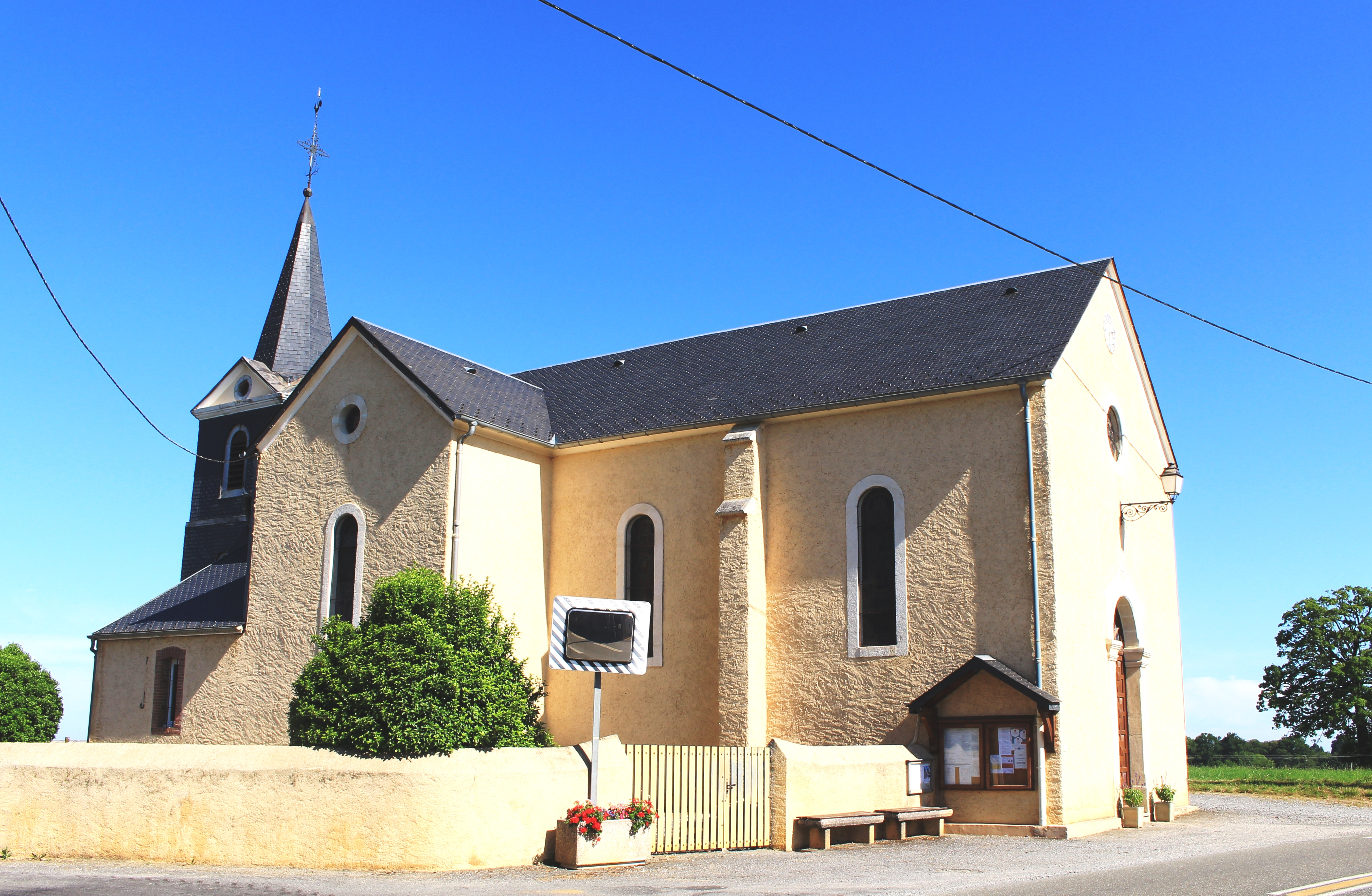
L'église de la Nativité-de-la-Sainte-Vierge en 2019.

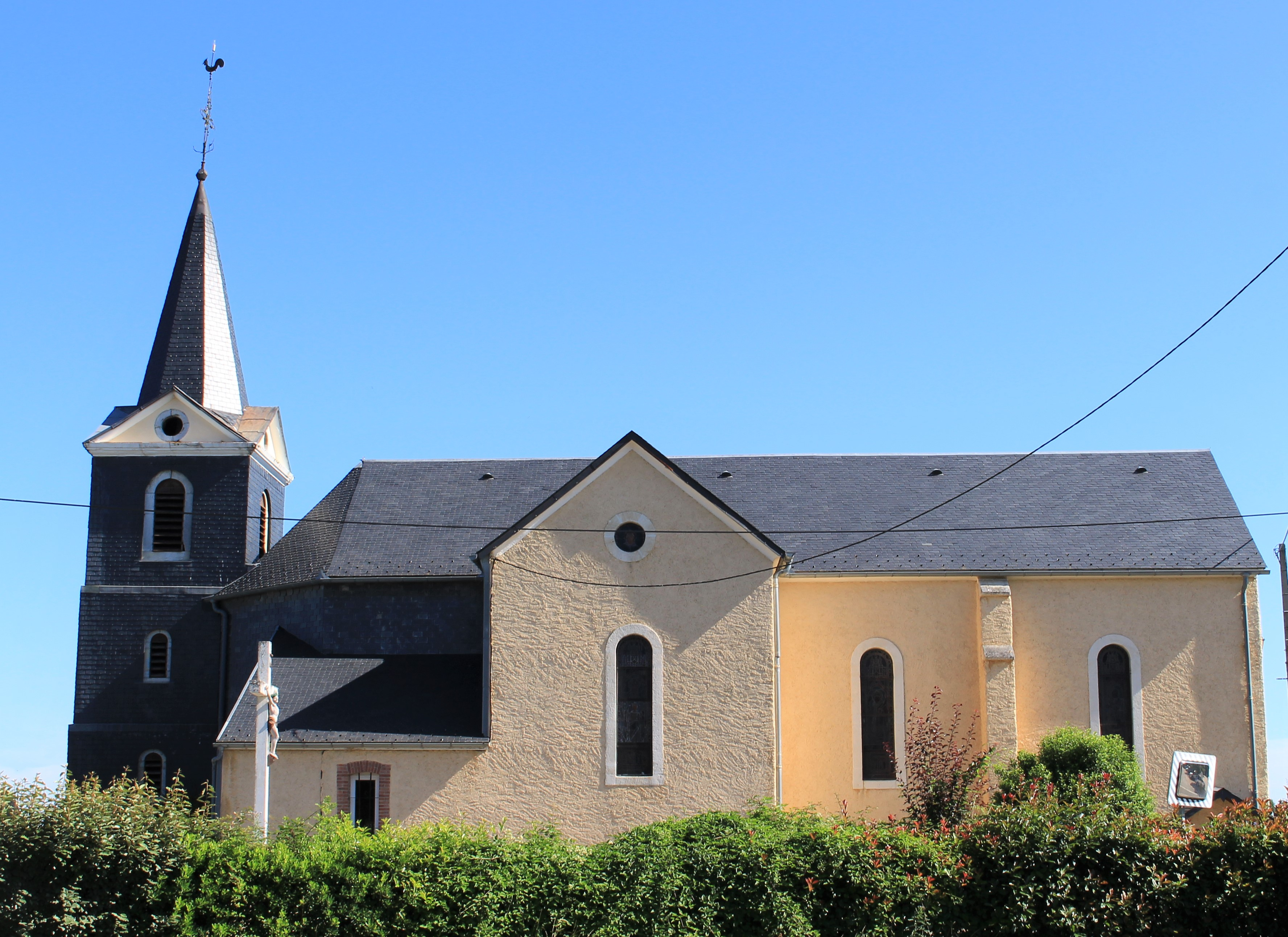
L'église.

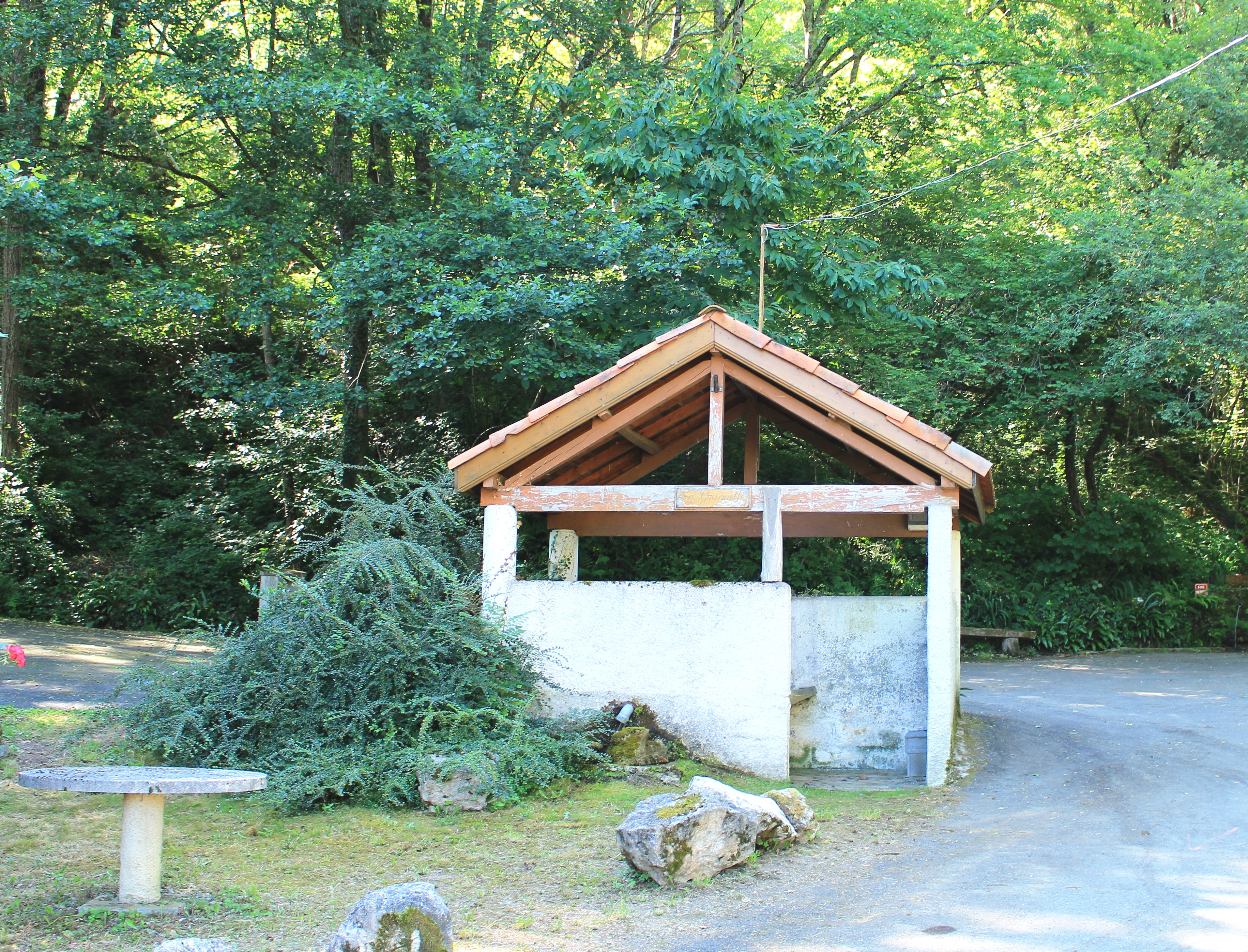
Le lavoir en 2019.

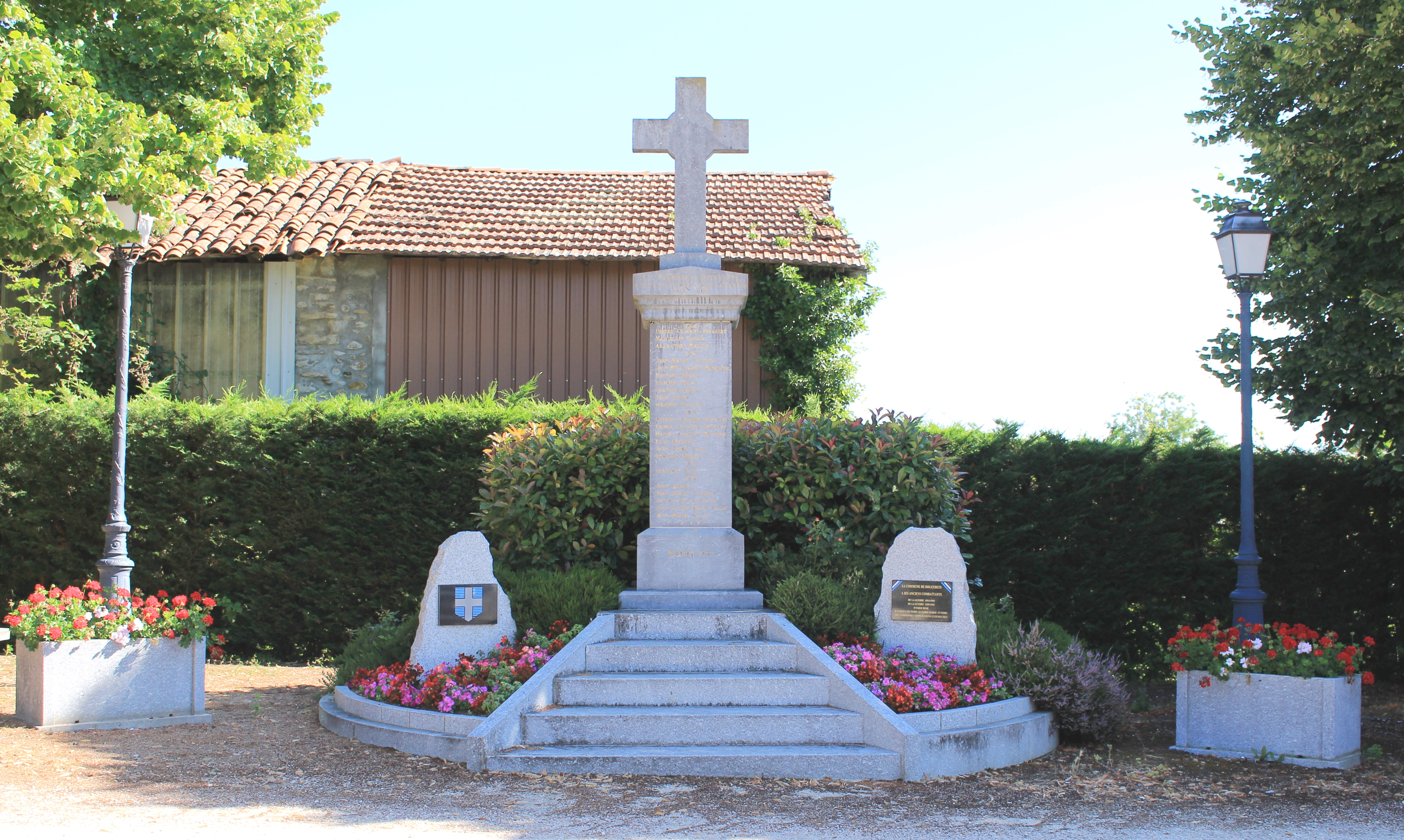
Le monument aux morts municipal.

- * Église de la Nativité-de-la-Sainte-Vierge de Houeydets.
- La commune de Houeydets comporte une église rénovée avec son cimetière datant du XIXe siècle, les travaux débutèrent en 1894. En 1993, l'église subit de gros dégâts (circuit électrique détruit, clocher endommagé) à cause de la foudre. Auparavant, il y avait à la place une chapelle érigée en 1794. La commune comporte notamment un lavoir alimenté par une source d'eau potable située en aval du lavoir. Cette source nommée la Graouette est utilisée par les agriculteurs, mais son eau potable continue à attirer les habitants.
- Lavoir.

### Héraldique
| Blason | Blasonnement : D'azur à la croix d'argent. Commentaires : Blason vérifié auprès de la commune (mai 2015). |